# Анжибо, Дидье
Дидье Анжибо (фр. Didier Angibeaud; 8 октября 1974, Дуала, Камерун) — камерунский футболист, играл на позиции полузащитника.
Выступал, в частности, за клуб «Штурм» (Грац), а также национальную сборную Камеруна.

## Клубная карьера
Воспитанник футбольной школы клуба «Гавр». Взрослую футбольную карьеру начал в 1993 году в основной команде того же клуба, в котором провёл два сезона, приняв участие в 17 матчах чемпионата.
Впоследствии с 1995 по 1998 год играл в составе команд клубов «Истр», «Тулон» и «Ницца».
В 1998 году перешел в клуб «Штурм» (Грац), за который отыграл три сезона. Завершил карьеру футболиста выступлениями за команду этого клуба в 2001 году.

## Выступления за сборную
В 1998 году в составе национальной сборной Камеруна провел шесть матчей. Также в составе сборной был участником чемпионата мира 1998 года во Франции.

## Ссылка
- Профиль на сайте FIFA.com (англ.)
- Профиль на сайте National Football Teams (англ.)